# Ensemble l’Itinéraire
Das Ensemble l'Itinéraire ist ein französisches Ensemble. Es wurde 1973 von Michaël Levinas, Tristan Murail, Hugues Dufourt, Gérard Grisey und Roger Tessier gegründet und steht in enger Verbindung zur französischen Komponistengruppe L’Itinéraire.

## Bedeutung
Das in Paris beheimatete Ensemble widmet sich ausschließlich zeitgenössischer Musik; neben der Verbreitung von Werken der Gruppe L‘Itinéraire trug es bereits in den 1970er-Jahren dazu bei, Giacinto Scelsi in breiteren Kreisen bekannt zu machen. Unter den zahlreichen Uraufführungen befinden sich zu einem großen Teil Kompositionen französischer Komponisten. Das Ensemble legte CD-Einspielungen u. a. mit Werken von Franck Bedrossian, Bruno Mantovani und Marc-André Dalbavie vor, daneben mit Werken der Mitbegründer Michaël Levinas, Tristan Murail, Hugues Dufourt und Gérard Grisey. Das Ensemble gilt als eines der führenden europäischen Ensembles für Neue Musik.

## Mitglieder
2017 sind die Komponisten des Ensembles Florence Baschet, Fernando Fiszbein und Grégoire Lorieux; das Ensemble besteht aus folgenden Solisten:
- Julie Brunet-Jailly (Flöte)
- Antoine Dreyfuss (Horn)
- Gérard Boulanger (Trompete)
- Anne Mercier (Violine)
- Julien Dieudegard (Violine)
- Emmanuel Haratyk (Bratsche)
- Florian Lauridon (Cello)
- Yann Dubost (Kontrabass)
- Fuminori Tanada (Klavier)
- David Chevalier (Klavier)
- Elisabetta Giorgi (Harfe)
- Nathalie Forget (Ondes Martenot)
- Christophe Bredeloup (Schlagwerk)